# Arrhenotettix valgus
Arrhenotettix valgus är en insektsart som beskrevs av Max Beier 1949. Arrhenotettix valgus ingår i släktet Arrhenotettix och familjen vårtbitare. Inga underarter finns listade i Catalogue of Life.